# Таврический (Херсон)
Таврический (укр. Таврійський) — микрорайон Херсона, является составной частью Суворовского района. Находится на северо-востоке города. Самый большой микрорайон города. Состоит из четырёх основных составляющих — I, II, III, IV(А) Таврические. Запланировано строительство нового (пятого) микрорайона — Таврический IV(Б). Состоянием на 2015 год, разработан план микрорайона, который расположится на северо-востоке от микрорайона IV(А). Зеленые насаждения составляют 11 гектаров. Центр района — проспект 200 лет Херсона. Интересны по своей планировке улицы Покрышева, полковника Кедровского,Карбышева. В 2021 году был введён в эксплуатацию мостопереход. 

## Культура
В районе работают 8 школ, Центральный городской автовокзал, 3 высших учебных заведения, ботанический сад.
Сегодня  микрорайон активно развивается. После 2000 года здесь были построены центр семейной медицины, торгово-развлекательный центр и спортивный хоккейный комплекс. На территории 4-го Таврического микрорайона идёт активная жилищная застройка МЖК, благодаря чему район полон молодёжи.
В районе сосредоточены многие мебельные и строительные магазины города.

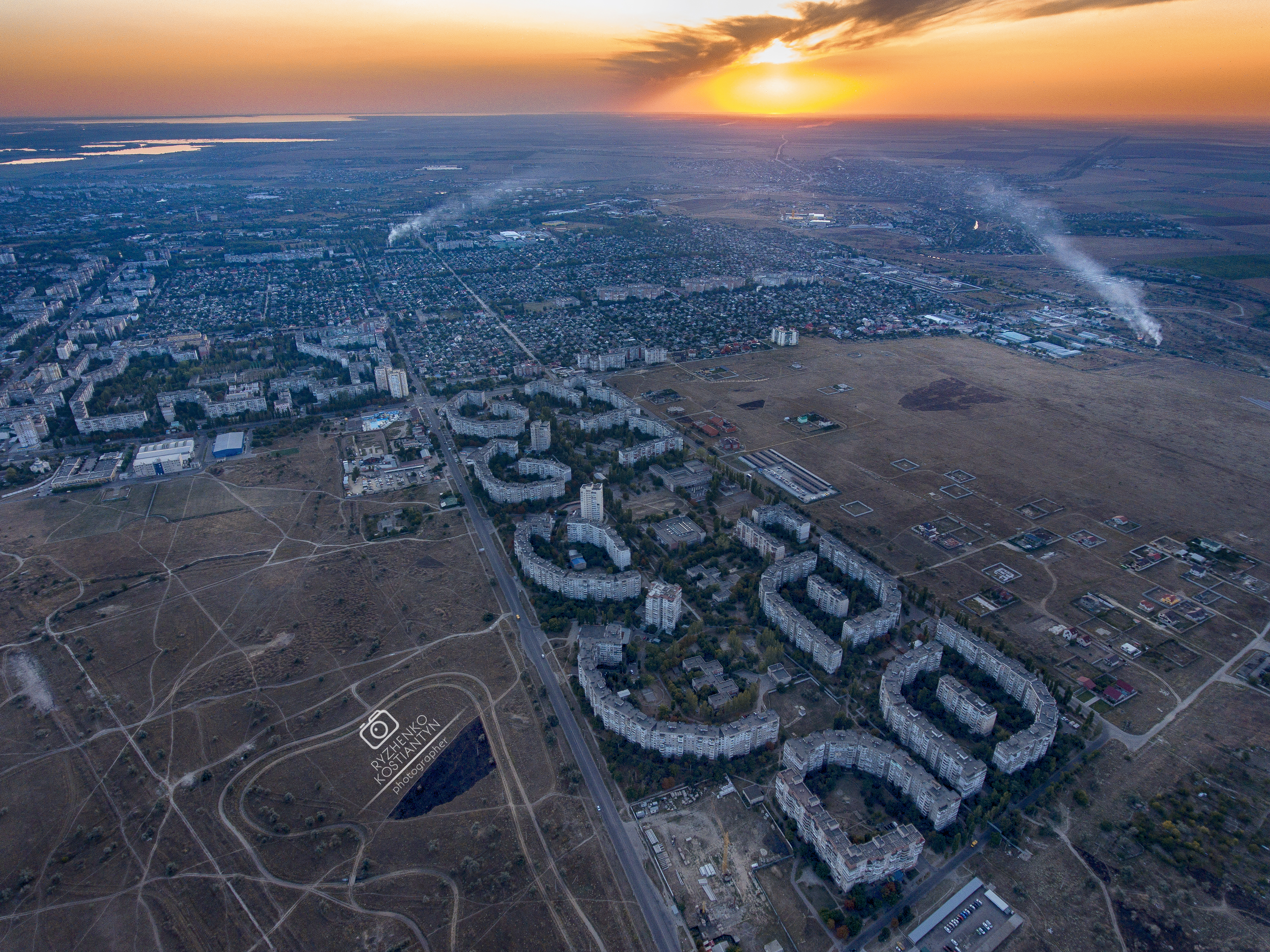

## Основные улицы микрорайона
- Улица 49-й Гвардейской Дивизии
- Проспект 200 лет Херсона
- Улица Бучмы
- Улица Владимира Великого
- Улица Карбышева
- Улица Кольцова
- Улица Кутузова
- Улица Некрасова
- Улица Покрышева
- Улица Циолковского
- Проспект Адмирала Сенявина
- Улица Тарле
- Улица Вишнёвая
- Улица Генерала Алмазова

## Школы микрорайона
- Школа № 24
- Школа № 41
- Школа № 44
- Школа № 45
- Школа № 56
- Школа № 27
- Школа № 4
- Школа № 33
- Лицей № 58 (Таврический лицей искусств)

## Галерея

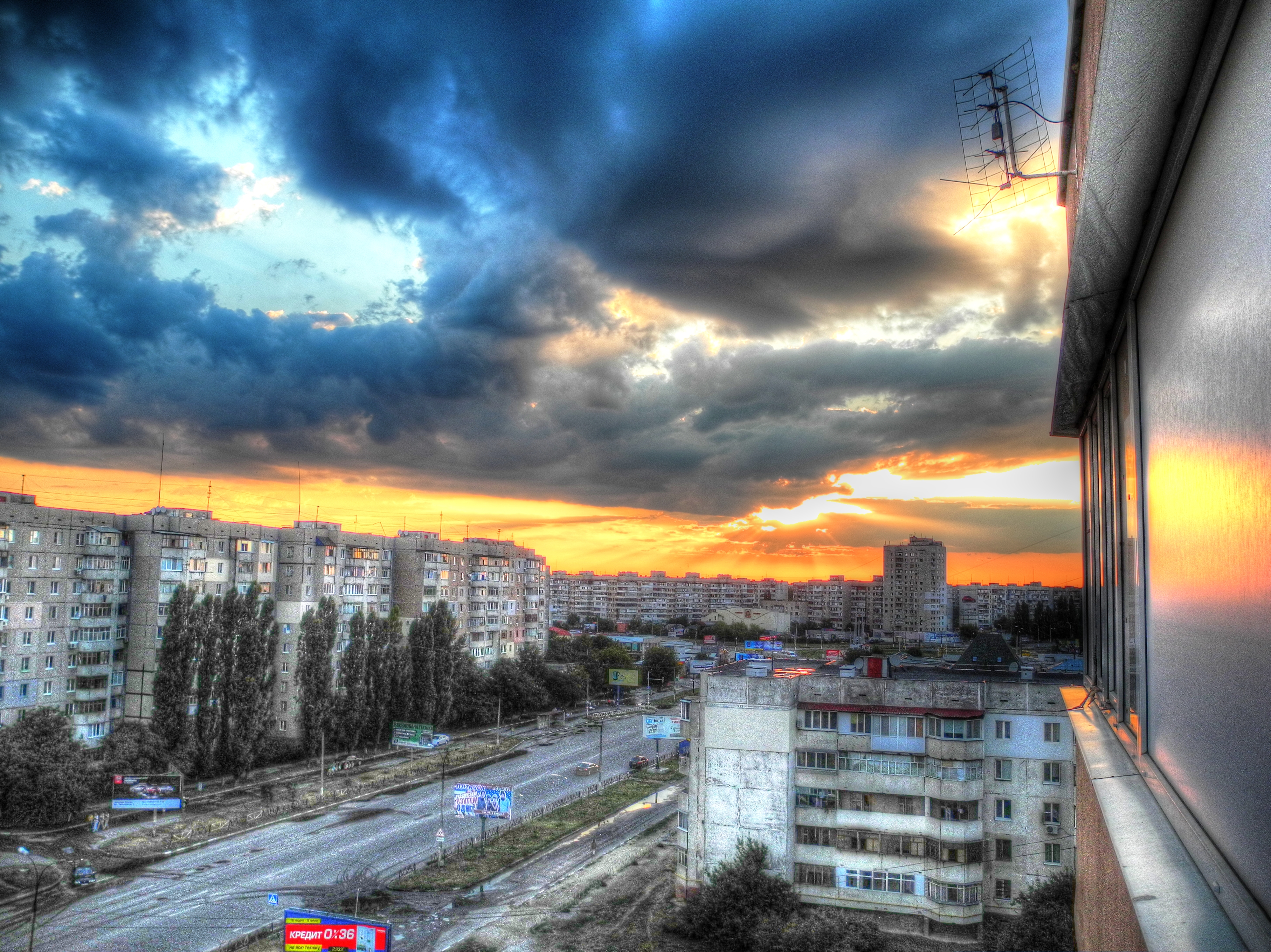
3-й, 4-й и 1-й Таврический районы
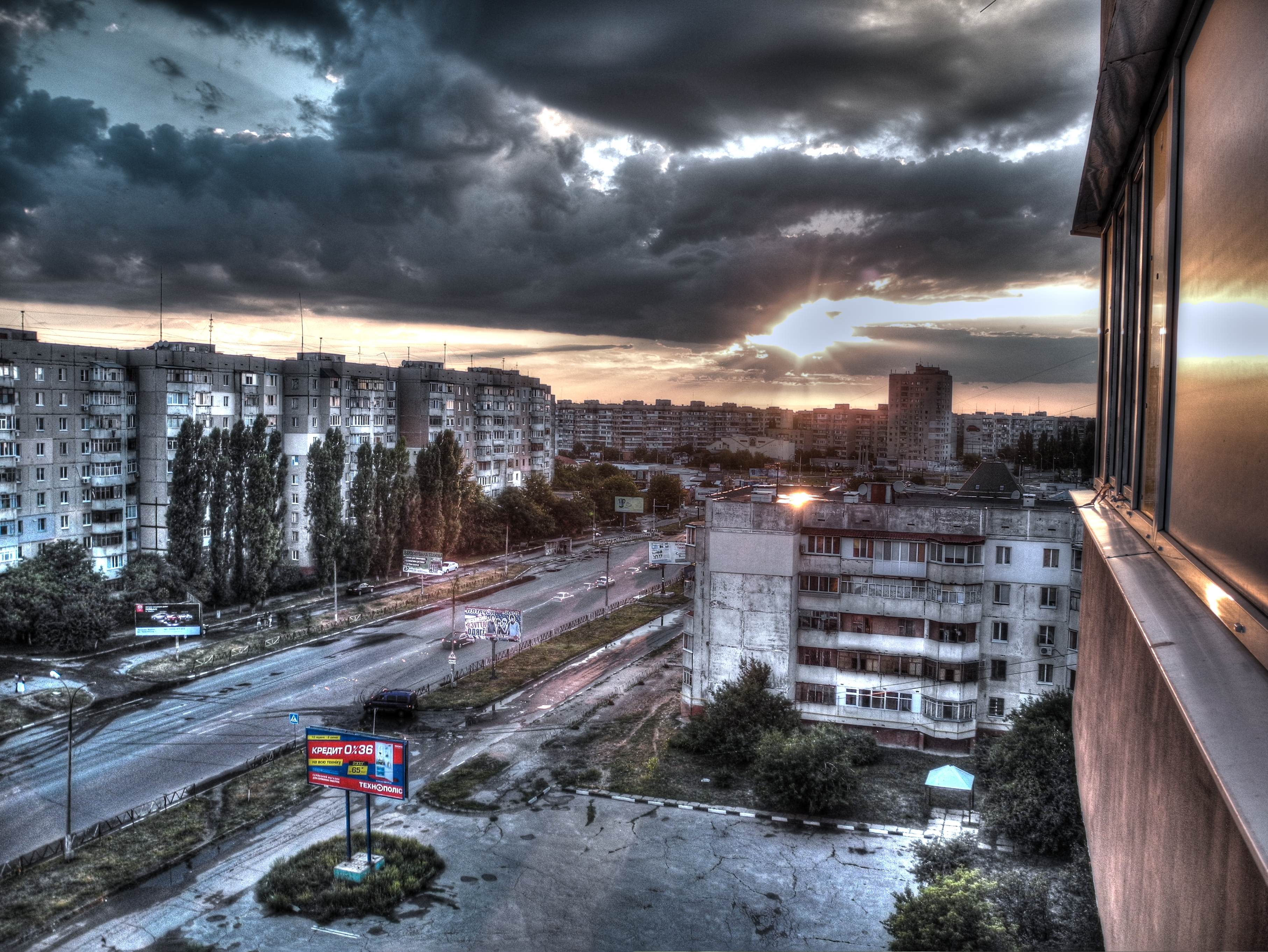
3-й, 4-й и 1-й Таврический районы